# Vólnoie (Uspénskoie)
|  | Per a altres significats, vegeu «Vólnoie». |

Vólnoie - Вольное (rus) és un poble del krai de Krasnodar, a Rússia. Es troba a la vora esquerra del riu Kuban, a la dreta de l'Urup. És a 19 km al nord-oest d'Uspénskoie i a 175 km a l'est de Krasnodar.
Pertanyen a aquest poble el poble de Màrino i els possiolki de Zaretxni i Divni.